# Paranthura deodata
Paranthura deodata là một loài chân đều trong họ Paranthuridae. Loài này được Müller miêu tả khoa học năm 1990.